# Frank Artus
Gregorio Artus Frank (nacido el 4 de mayo de 1979), también conocido como Frank Artus, es un actor, director y productor liberiano que se ha desarrollado en la industria del cine del Oeste de África.

## Biografía
Frank nació en el Condado de Montserrado, Liberia. Su nacionalidad es liberiana. Asistió a la Universidad Africana Metodista Episcopal en Monrovia, de donde se graduó y obtuvo un grado en Gestión de Recursos Humanos.

## Carrera
Frank comenzó su carrera en Liberia. Poco después, se expandió a Ghana, donde trabajó para Venus Films, luego, finalmente, se trasladó a rodar películas en Nigeria (Nollywood). Después de actuar en papeles de menor importancia en Liberia, Artus escribió, dirigió y protagonizó la película Juetey (Negocio de niños). En 2008, Jutey ganó seis premios, incluyendo mejor escritor, mejor actriz de reparto, y película del año. La película fue el  primer intento de escritura de guiones de Frank.
Desde entonces ha filmado más de 100 películas. Ha sido nominado para varios premios, y ganó el premio como Mejor Actor Internacional en los Premios de la Academia de África en 2012. También ganó el Hall of Grace Award en 2013. Una de sus más conocidas películas es Order of the Ring (Orden del Anillo) de 2012, en la que realizó un desnudo.
En 2015 se le otorgó el Premio Face of Africa (rostro de África) como un conocido actor. También recibió varios premios, incluido el Humanitarian Figure Award (Premio Figura Humanitaria) del Comité Continental de Premiación por sus contribuciones a la lucha contra el ébola.

## Personal
Frank está casado con su novia de la infancia Prima Cooper Frank y la pareja en la actualidad tiene tres hijos, dos chicas y un chico al que bautizaron con el nombre de su mentor, la super estrella india Shah Rukh Khan.

## Filmografía seleccionada
- Agafe
- Agony of Birth
- Amaka Mustapha
- Anger Of A Prince
- Anointed Prince
- ATM Masters
- Beautiful Evil
- Beyond My Eyes
- Brave
- Brides's War
- Chelsea
- Crazy Scandal
- Desperate Brides
- Die With Me
- Different Class
- Dirty Secret
- Family Secret
- Fear Untold
- Game Mistress
- Game of Roses
- Game On
- Guilty Threat
- Hands of Fate
- Holy Secret
- Illicit Ways
- Innocent Sin
- Jewels of the Son
- Juetey
- King's Throne
- Kiss and the Brides
- Kiss My Tears
- Lost In Thoughts
- Mad Dog
- Madam Success
- Midnight Murder
- Mission of Justice
- Money Never Sleeps
- My Diva
- My Dying Day
- My Husband Funeral
- Mystery of Destiny
- Native Daughter
- New Joy
- Order of the Ring
- Owerri Soup
- Professional Lady
- Professionals
- Rain Drop
- Right In My Eyes
- Seduction
- Showgirls
- Sinking Heart
- Speechless
- Spiritual Killer
- Sugar Town
- Swing of Emotion
- Tears of the Moon
- Temptation
- The Feast
- The Signature
- Torment My Soul
- Under
- Unfinished Game
- Un-Fokables
- War of Roses
- When You Love Someone
- Who Loves Me?